# Государи Московские
«Государи Московские» или «Государи московские» — цикл исторических романов русского писателя Дмитрия Балашова, опубликованных в период с 1975 по 2000 год. Описывает историю Руси в период с 1263 по 1425 годы, остался незаконченным из-за гибели писателя.

## Содержание
Действие романов цикла начинается в 1263 году, когда на Русь возвращается из Орды умирающий Александр Невский. Балашов погодно описывает происходившие после этого события: княжеские междоусобицы, набеги татар, возрождение Руси и начало её объединения. Одна из центральных тем «Государей Московских» — борьба между Москвой и Тверью за власть над Залесьем. В романах Балашова действует множество исторических персонажей, причём постепенно география действия расширяется: помимо Руси, это Золотая орда, позже Литва, Византия, католический Запад, страны ислама. Главные герои — представители двух семей, московского княжеского дома и вымышленного семейства Фёдоровых (крестьяне, воины, дворяне). Ещё один важный персонаж, объединяющий большую часть романов, — Сергий Радонежский.
От романа к роману усиливается публицистическая составляющая: автор начинает напрямую обращаться к читателям, соотносить описываемые им события с современностью, оценивать историческую реальность с православной точки зрения. В католическом мире он видит заклятого врага Руси, в борьбе между Москвой и Тверью сочувствует тверским князьям и считает их дело правым, но обречённым на поражение.

## Романы цикла
- Младший сын (1975)
- Великий стол (1979)
- Бремя власти (1981)
- Симеон Гордый (1983)
- Ветер времени (1987)
- Отречение (1989)
- Святая Русь (1997)
- Воля и власть (2000)
- Юрий (остался незаконченным, 2003)

## Восприятие
Публикация романов Балашова стала большим событием для советской, а потом российской исторической прозы. Рецензенты отмечали высокий художественный уровень, историческую достоверность, уникальность и масштабность авторского замысла. При этом оценка Балашовым ряда исторических персонажей (Ивана Калиты, Михаила Тверского, Дмитрия Донского, Олега Рязанского, Сергия Радонежского и др.) вызвала неоднозначные отклики. Специалисты видят в романах этого писателя явное влияние историософской концепции Льва Гумилёва.
За «Государей Московских» Балашову была присуждена литературная премия имени Льва Толстого 1996 года, а в 1997 году — Большая литературная премия Союза писателей России.